# 6683 Karachentsov
6683 Karachentsov (1976 GQ2) là một tiểu hành tinh vành đai chính được phát hiện ngày 1 tháng 4 năm 1976 bởi N. S. Chernykh ở Đài vật lý thiên văn Crimean.